# 6 Pułk Piechoty Obrony Krajowej

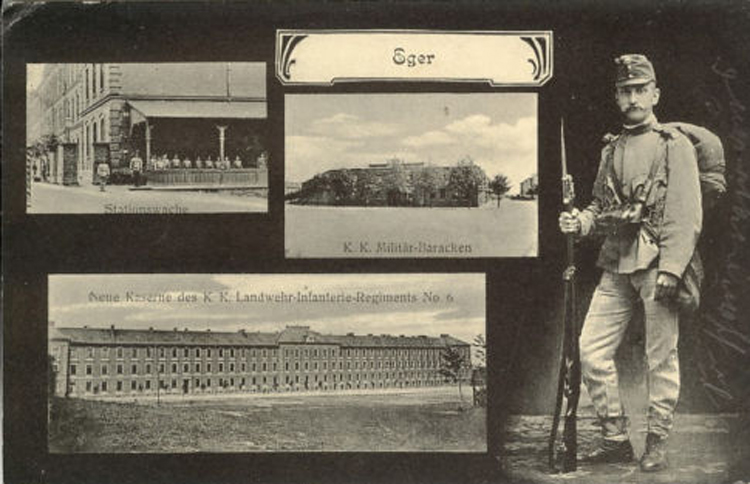
Koszary, żołnierz i sztab 6 Pułku

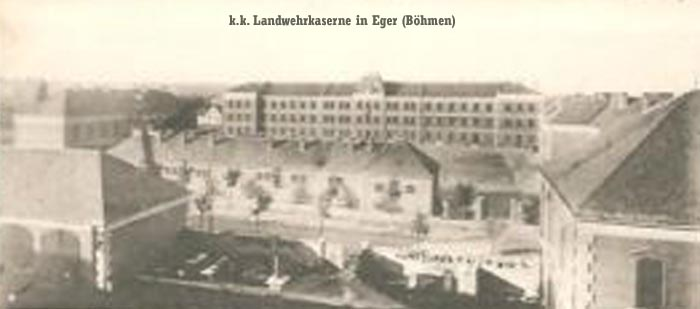
Koszary Obrony Krajowej w Chebie

6 Pułk Piechoty Obrony Krajowej (niem. Landwehr-Infanterieregiment „Eger” Nr. 6) – pułk piechoty cesarsko-królewskiej Obrony Krajowej.
Okręg uzupełnień Obrony Krajowej Cheb (niem. Eger) na terytorium 8 Korpusu.
Pułk został utworzony w 1889 roku w Chebie.
Kolory pułkowe: trawiasty (grasgrün), guziki srebrne z numerem pułku „6”. W lipcu 1914 roku skład narodowościowy pułku: 97% – Niemcy.
W latach 1903–1914 pułk stacjonował w Chebie.
W 1914 pułk wchodził w skład 41 Brygady Piechoty Obrony Krajowej należącej do 21 Dywizji Piechoty Obrony Krajowej.
Na początku 1915 pułk walczył z Rosjanami w Galicji. W maju 1915 pułk wziął udział w bitwie pod Gorlicami. Żołnierze pułku są pochowani m.in. na cmentarzach wojennych nr: 77 w Ropicy Ruskiej, 78 w Ropicy Ruskiej i 235 w Słotowej.

## Żołnierze pułku
Komendanci pułku
- płk Ferdinand Fidler von Isarborn (1903–1906)
- płk August Hess (1907–1911)
- płk Adolf Hansmann (1912–1914)

Oficerowie
- ppłk SG Wilhelm Bańkowski